# II-82
Die II-82 (bulgarisch Републикански път ІІ-82 Republikanski pat II-82, "Republikstraße II-82") ist eine Hauptstraße (zweiter Ordnung) in Bulgarien.

## Verlauf

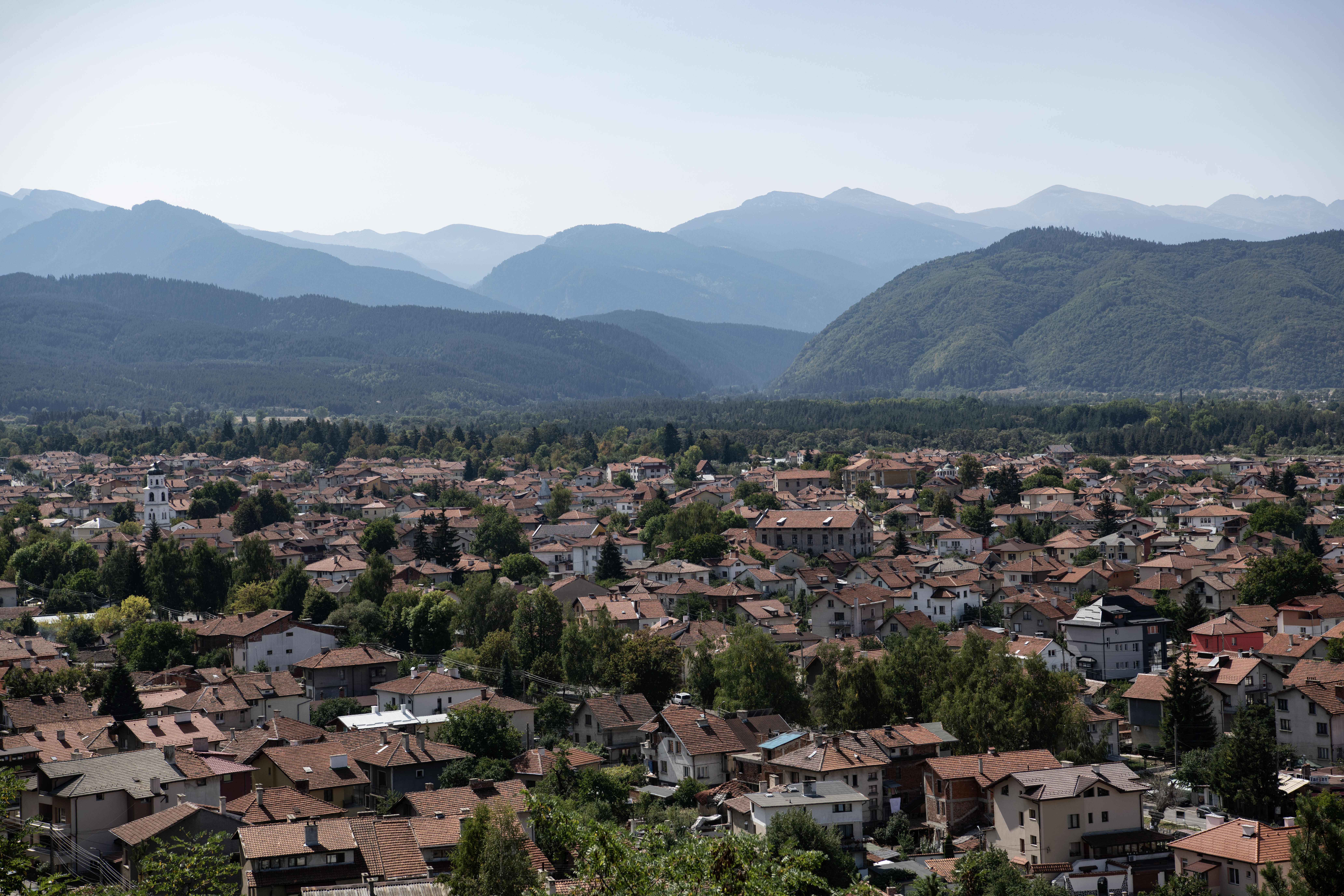
Die Stadt Samokow

Die Straße beginnt an der Straße erster Ordnung I-8 (Europastraße 80) in Kostenez (bulgarisch Костенец) kurz nach der Brücke über die Mariza und führt zunächst nach Westen den Fluss aufwärts durch den Kurort Dolna Banja (bulgarisch Долна баня) und den Wintersportort Borowez (bulgarisch Боровец) (auf 1335 m Höhe) nach Samokow (bulgarisch Самоков).am Fluss Iskar. Von hier führt die Straße II-62 in westlicher Richtung nach Dupniza (bulgarisch Дупница) weiter, während die II-82 dem Tal des Iskar flussabwärts nach Norden zum Iskar-Stausee folgt und an dessen Westufer entlang führt. Die Straße folgt weiter dem Fluss durch Dolni Pasarel bis zur Sofioter Ringstraße, an der sie endet und in die Ausfallstraße Samokowsko Schose übergeht.